# Честерфилд Инлет (залив)
Честерфилд Инлет (залив) (енгл. Chesterfield Inlet  Igluligaarjuk) је улаз у залив у регији Кивалик, Нунавут, Канада. То је рукавац северозападног Хадсоновог залива и крајња тачка реке Телон након њеног проласка кроз језеро Бејкер. Крос Беј, велико проширење залива, налази се 30 км (19 миља) источно од језера Бакер. Унутар залива налази се неколико острва.
Први Европљанин овде је можда био Вилијам Мур 1747. године који је снабдевао регион потребштинама тако што је сало чамце око 60 миља уз увалу. Године 1762. Вилијам Кристофер је наставио да одржава снабдевање целог улива све до језера Бејкер.
Инуитски заселак истог имена, Честерфилд Инлет, налази се близу ушћа воденог пута. Раније је ово подручје било дом Ајвилингмијута и Карибу Инуита.